# Glyphis glyphis
El tiburón lanza (Glyphis glyphis) es un tiburón de la familia Carcharhinidae. Esta especie poco conocida tiene ocurrencia en Malasia, Papua Nueva Guinea, y en Queensland, Australia. La única información disponible es la descripción original de Müller & Henle (1839). Posiblemente puede alcanzar los 3 metros (9.8 pies). Es vivíparo, pero su biología es poco conocida.

## Características
El tiburón lanza (Glyphis Glyphis), es una especie de tiburón muy rara carcarriniforme, de la familia Carcharhinidae. Solo conocidos ejemplares inmaduros, que habitan en los confines de las mareas de los grandes ríos en el norte de Australia y Nueva Guinea. Que se encuentra exclusivamente en rápido movimiento, aguas muy turbias. Esta construcción robusta, de color gris, se caracteriza por tener un hocico corto y ancho, ojos pequeños y una segunda aleta dorsal más alta, y una mancha negra debajo de cada aleta pectoral cerca de la punta. Otro rasgo de identificación son sus dientes, que son grandes, triangulares y dentadas en el maxilar superior y estrecho, son aserrados como una lanza sólo cerca de las puntas en la mandíbula inferior. Sobre la base de las muestras disponibles, los adultos probablemente crecen hasta 2,5-3 mde largo.
Se aprovechan de los peces óseos demersales y crustáceos, el tiburón lanza se adapta para la caza en casi completa oscuridad. No es tan activo como otros tiburones, en movimiento ascendente y descendente con las corrientes de marea con el fin de ahorrar energía. La reproducción es vivípara con las hembras que forman una conexión de la placenta de sus crías, aunque se desconocen los detalles. El tiburón lanza se ve amenazado por la captura incidental en la pesca comercial y recreativa, así como por la degradación del hábitat. Dada su escasa población, de rango restringido, y los estrictos requisitos de hábitat, esta especie es altamente susceptible a las presiones y ha sido clasificada como en peligro por la Unión Internacional para la Conservación de la Naturaleza (UICN).

## Taxonomía

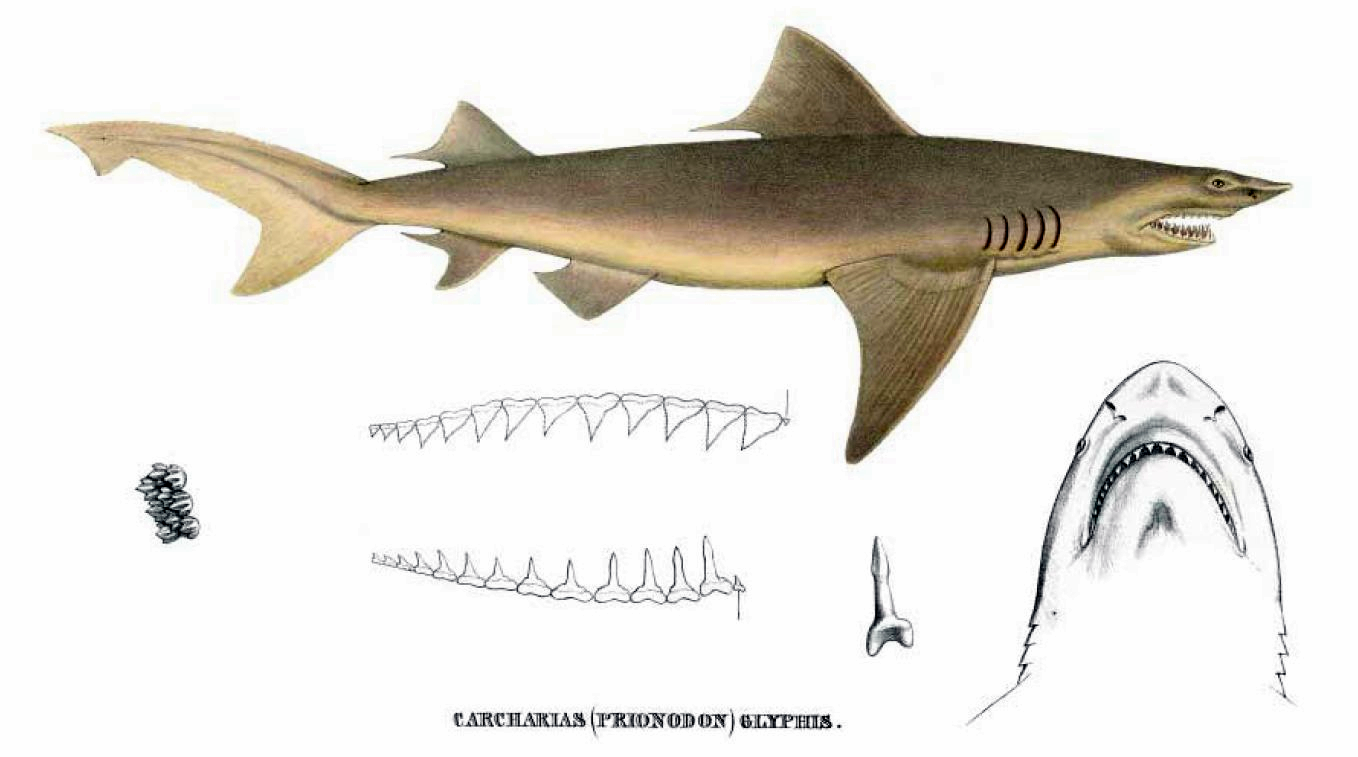
una imagen del tiburón lanza (Carcharias (Prionodon) glyphis).

Los biólogos alemanes Johannes Müller y Jakob Henle lo han descrito como el tiburón lanza, Carcharias (Prionodon) Glyphis, en 1839-41 Systematische Beschreibung der Plagiostomen. Ellos basan su cuenta en una hembra juvenil de 1 m de largo, de origen desconocido. En 1843, el zoólogo suizo-norteamericano Louis Agassiz propuso el nuevo género para esta especie y un pariente fósil de Gran Bretaña, G. hastalis. Sin embargo, el uso de Glyphis para abarcar a los tiburones del río no logró la aceptación generalizada hasta 1982 revisión de Carcharhinus de Jack Garrick.
El tipo de muestra de Müller y Henle sigue siendo el único registro conocido del tiburón lanza hasta que los espécimen de "Tiburón del río bizant" (Glyphis sp. A) fueron capturados en Australia en 1982. Posteriormente, el trabajo de Leonard Compagno, William White y Peter Última confirmó las sospechas iniciales de que "sp. A" fue la misma especie que G. Glyphis. Por lo tanto, en Australia, este tiburón también puede ser referido como el tiburón del río Bizant o el tiburón del río Queensland.

## Distribución y hábitat
El tiburón lanza se encuentra en grandes ríos y manglares tropicales en el norte de Australia y Nueva Guinea, desde el estuario a cientos de kilómetros río arriba;. No hay un único registro posible del Mar del Sur de China. En Queensland, se tiene como ocurrencia en el Wenlock, Ducie, y los ríos de Bizant, y quizás también en Normanby, Hey, y los ríos Embly. En el Territorio del Norte, se sabe desde el río Adelaida y ríos de east Alligator. Los tiburones del río en el río Ord de Australia Occidental también puede ser de esta especie. En Nueva Guinea, esta especie ha sido reportada en Puerto cerca de Romilly, y en el río Fly.
Algunos tiburones lanza recién nacidos habitan exclusivamente en zonas con corrientes de marea rápida y fondos fangosos, el agua que fluye produce turbidez pesados, como el <1% de la luz solar penetra más allá de una profundidad de 1 m (3,3 pies). Los tiburones jóvenes generalmente se encuentran en una fase previa que los antiguos. Un estudio que dio seguimiento a tres personas en el río Adelaida informó que se trasladaron aguas arriba con la marea y las inundaciones aguas abajo con la marea baja, un promedio de 10 a 12 km en cada sentido. La profundidad media de la natación se determinó que una sola persona de 7,7 m, en el centro de la columna de agua. El rango de preferencias y el hábitat de los tiburones adultos son inciertas, ya que ninguno se sabe que han sido capturados.

## Descripción
El más grande conocido tiburón lanza macho y hembra en el registro fue de 1,6 m y 1,8 m de largo, respectivamente, lo que sugiere una longitud máxima de 2,5 a 3 m de adultos. El tiburón lanza tiene un cuerpo aerodinámico, más robusto con una cabeza corta y ancha. El hocico es aplanado, con nariz grande dividida en las aberturas e incurrente e excurrente por solapas grandes, de forma triangular de la piel. Los ojos son pequeños y están equipados con membrana nictitantes (tercer párpado de protección). La boca grande en forma de arco tiene muy poco surcos en las esquinas. Hay 26-29 y 27-29 filas superiores e inferiores de dientes. Los dientes son altos y rectos, los de la mandíbula superior son amplias y triangulares con los bordes serrados, mientras que los de la mandíbula inferior se estrecha y como lanzas con dientes solo cerca de la punta, y pequeñas cúspides pequeñas en la base en individuos muy jóvenes. Hay cinco pares de hendiduras branquiales, con el primer par más grande que los otros.
Las aletas pectorales grandes tienen márgenes grandes detrás de los principales, y las puntas romas. Las aletas pélvicas son triangulares, con márgenes casi recta. La primera aleta dorsal se origina en las inserciones de la aleta pectoral, y es ampliamente triangular con el ápice estrecho y un borde cóncavo final. La segunda aleta dorsal mide alrededor de 67-77% tan alto como la primera y es similar en forma, no hay línea media entre las aletas dorsales. La aleta anal es casi tan grande como la segunda aleta dorsal y se encuentra ligeramente por detrás, tiene una profunda hendidura en el borde posterior. La aleta caudal es asimétrica, el lóbulo inferior es estrecha y bien desarrollada, mientras que el lóbulo superior tiene un borde superior ligeramente convexo y una muesca prominente en el margen ventral cerca de la punta. El cuerpo está cubierto por pequeñas y superpuestas de forma ovalada dentículos dérmicos acompañada de 3 o 5 surcos horizontales que lleva a los dientes marginales. Esta especie es claro gris pizarra por encima, incluso las superficies superiores de las aletas pectorales y pélvicas, y la aleta caudal, la parte inferior es de color blanco. El límite entre la oscuridad y la luz pasa por el borde inferior del ojo, a través de las hendiduras branquiales, sobre el flanco muy por encima de las aletas pélvicas, y en el lóbulo superior de la aleta caudal. Las aletas se oscurecen hacia los márgenes posterior, formando un borde negro en el lóbulo superior de la aleta caudal, cada aleta pectoral también tiene una mancha negro debajo, cerca de la punta. Los ojos están rodeados de blanco.

## Biología y ecología
El tiburón lanza parece ser relativamente lento en la naturaleza, se mueve con las mareas con el fin de conservar la energía. Sus niveles de actividades se ven afectadas por día o de noche, lo que refleja la constante oscuridad de su entorno. Los ojos pequeños y abundantes ampollas de Lorenzini sugieren que este tiburón se basa más en electrorrecepción que la vista para cazar, mientras que la gran segunda aleta dorsal aumenta su capacidad para maniobrar a baja velocidad en corrientes rápidas. Tiene dientes delgados hábiles para la captura de peces óseos, crustáceos, principalmente en o cerca del fondo. Presas conocidas incluyen camarones Macrobrachium, Taenoides o gobios Trypauchen, bagre ariid, el gobio Prionobutis microps, la corvina, bentonicos, Nibea squamosa y el erebi dorado. Al igual que en otros tiburones, el tiburón lanza es vivíparo: cuando el embrión en desarrollo agota el suministro de yema de huevo, la yema se desarrolla en una conexión a través de la placenta que la madre proporciona alimento. El parto parece ocurrir entre octubre y diciembre, cerca de la final de la temporada seca, con los recién nacidos que mide alrededor de 50-59 cm de largo. La tasa de crecimiento de los tiburones jóvenes es probablemente alrededor de 19 cm por año.

## Interacción con humanos
No se sabe que representan un peligro para los seres humanos. Extremadamente raros, como los otros tiburones de río, la población mundial ha sido estimada de 2.500 individuos maduros, con no más de 250 en ninguna subpoblación. Esta especie se captura incidental por la pesca comercial con redes de enmalle y palangres, como la perca gigante (Lates calcarifer) de la pesca con redes de enmalle en Queensland (pesca de perca gigante en Nueva Gales del Sur ha prohibido a los ríos ocupados por esta especie desde 2005). Un número significativo son también tomadas por los pescadores deportivos y pescadores con arco. Los tiburones capturados pueden ser consumidos, usados para potes de cangrejo de cebo, o desechado en la tierra. La degradación del hábitat representa una tercera amenaza para el tiburón lanza: el río Fly se ha visto gravemente afectado por los contaminantes de las actividades mineras, mientras que los proyectos propuestos de la minería y el dragado en la zona de Puerto Musgrave y la extracción de uranio en el parque nacional de Kakadu son también motivo de preocupación.
La gama de amenazas a la conservación que enfrentan los tiburones lanza, junto con su pequeña población y de rango restringido y preferencias de hábitat, han llevado a la Unión Internacional para la Conservación de la Naturaleza (UICN) para evaluar como En Peligro. Además, en Australia, se ha sido catalogada como En Peligro Crítico en la Protección del Medio Ambiente 1999 de la Commonwealth y la Conservación de la Biodiversidad, aunque esto es de un efecto mínimo en la protección de la Commonwealth no se aplica hasta una distancia de tres millas náuticas de la costa, probablemente fuera del alcance de este tiburón. También ha sido listado como Vulnerable en el 2000 y la Ley de Parques Territorio Conservación de Vida Silvestre, a través de un plan de manejo aún no se ha promulgado. En el Kakadu y el parque nacional Lakefield están protegidos en cierta medida de la alteración del hábitat, si no se pesca.